# Grotta di Vindija
La Grotta di Vindija è un sito archeologico scoperto a circa 20 chilmetri dall'abitato di Donja Voća nella regione di Varaždin, è un sito archeologico associato all'uomo di Neanderthal e all'uomo moderno, di rilevante importanza, in quanto dimostrerebbero la compresenza delle due specie. Tre di questi uomini di Neanderthal sono stati selezionati come fonti primarie per il progetto di studio del genoma dei Neanderthal.